# Garancières-en-Beauce
Garancières-en-Beauce é uma comuna francesa na região administrativa do Centro, no departamento Eure-et-Loir. Estende-se por uma área de 11,1 km². Em 2010 a comuna tinha 228 habitantes (densidade: 20,5 hab./km²).